# Rizikové kácení stromů

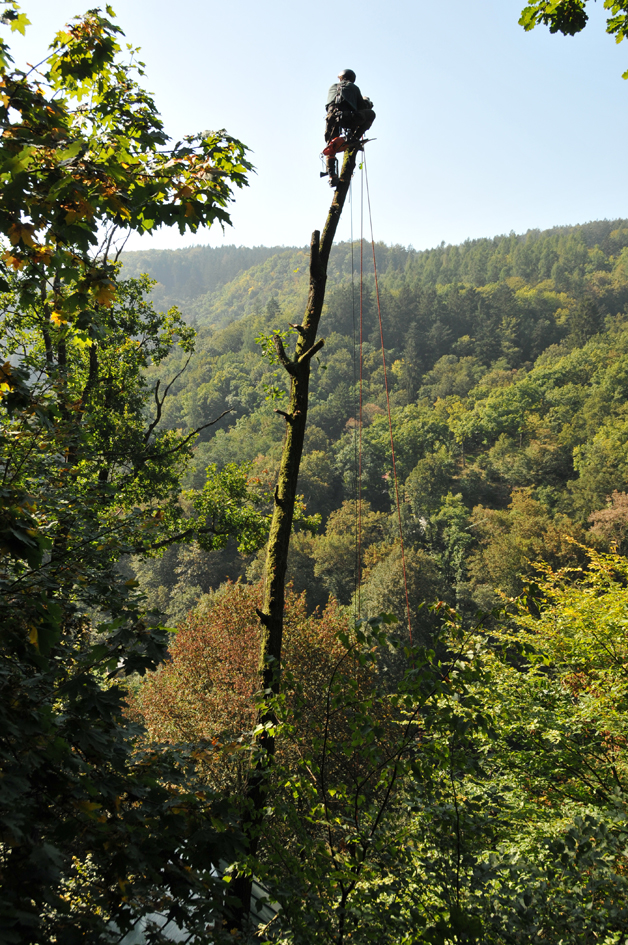
Rizikové kácení – v koruně

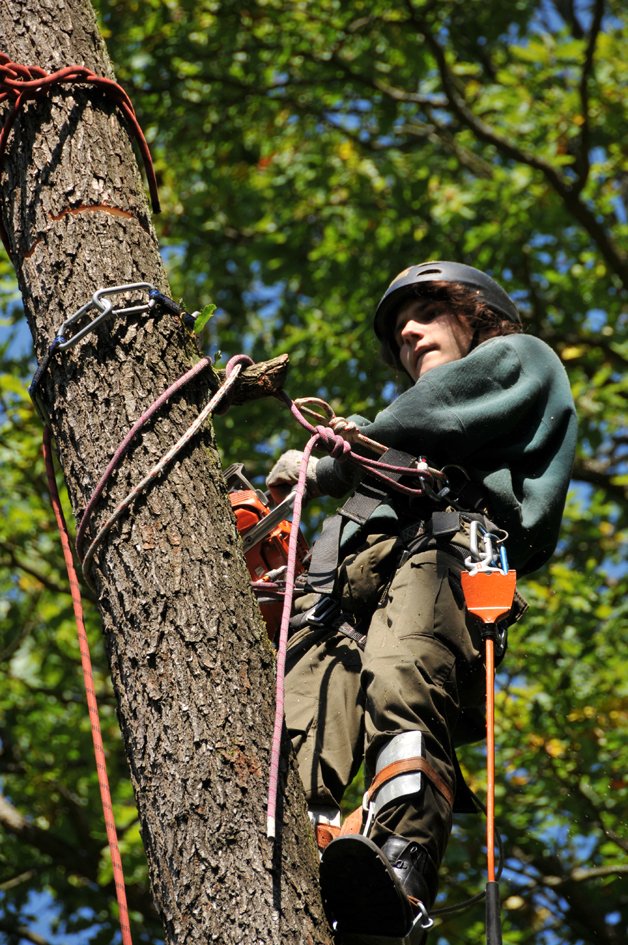
Rizikové kácení – jištění

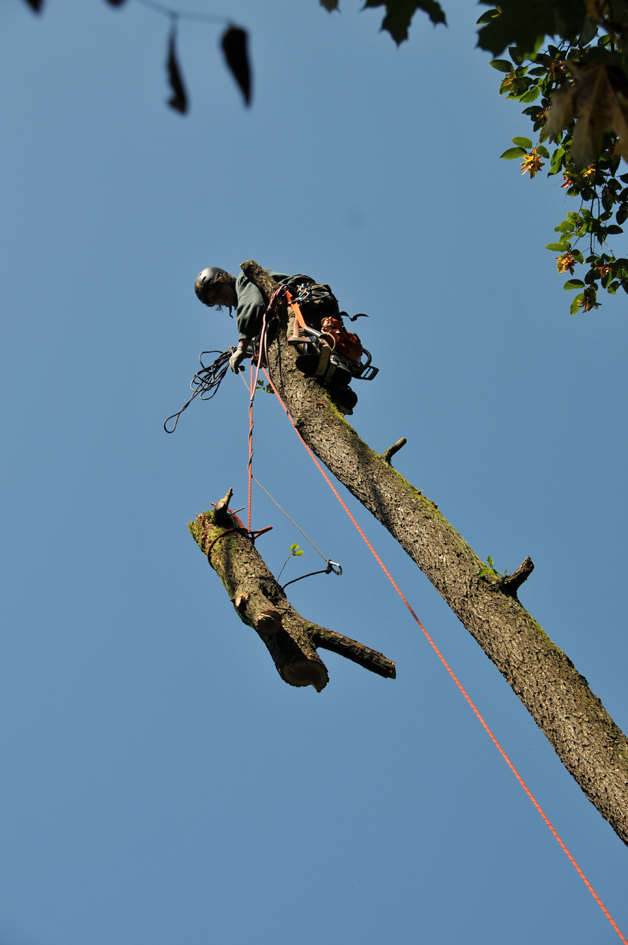
Rizikové kácení – spouštění části kmene na zem

Rizikové kácení neboli postupné kácení stromů je nejnáročnější a velice riziková část stromolezecké činnosti. Nebezpečí při této práci nesmí podceňovat začátečníci ani lidé provádějící tuto činnost na profesionální úrovni. Velké množství úrazů při postupném tzv. rizikovém kácení je jedním z mnoha důvodů, proč by měla být tato práce přenechána výhradně zkušeným a vyškoleným profesionálům. Pro dosažení schopností a znalostí potřebných pro vykonávání této činnosti je třeba projít dlouhým a náročným psychickým i fyzickým výcvikem pod vedením zkušených profesionálů.
Aby nedošlo k poškození objektů pod stromem, případně objektů v jeho okolí, využívají se kombinace různých jednoduchých fyzikálních principů jako např. kladka, páka, tření atd. Účelem postupného odřezávání částí kmene a bezpečné a kontrolované dopravy těchto částí na zem je zachování maximální bezpečnosti všech zúčastněných osob a okolních objektů. V každém konkrétním případě je nutné brát v potaz mnoho proměnných faktorů, které je nutné správně vyhodnotit. Jde především o statické poměry káceného stromu, rizika, která představuje okolí stromu, správné používání odpovídajícího prostředků pro spouštění a v neposlední řadě současnou kondici pracovníka. Spolupracovník, který spouští odřezávané části ze stromu dolů, musí rovněž brát zřetel na působící fyzikální síly jako jsou např. tření, dynamické zatížení lana, kotevní prvky atd.
Ve stromolezecké praxi při postupném kácení si stromolezec ani jeho spolupracovník na zemi nemůže dovolit udělat sebemenší chybu, protože každá chyba při této práci způsobuje nepřípustné následky.

## Příklady
Například dub letní (Quercus robur) 21 metrů vysoký, ze 35 % proschlý, na místě nedostupném pro jakoukoliv těžkou techniku, pod ním stojí chata. Strom roste ve svahu nad chatou a je mírně ohnutý nad její střechu. Částí koruny prochází kabel telefonního vedení a v dolní části kmene jsou zřetelné příznaky kořenové hniloby s uzavřenou dutinou. V takovéto situaci musíme brát v úvahu všechna možná rizika, díky kterým by mohlo dojít k újmě na zdraví či majetku. Tudíž musíme zvolit vhodný pracovní postup, při kterém zohledníme veškerá potenciální rizika. Každá situace je v mnoha směrech velmi specifická a individuální, přesto bychom měli před započetím každé práce postupovat systematicky v níže uvedeném sledu činností:
- Vizuální zhodnocení přítomnosti statických defektů – přítomnost tlakového či tahového větvení, přítomnost plodnic hub na kmeni a to především na jeho bázi – výskyt plodnic nám napovídá o hnilobě uvnitř kmene a tím o snížené nosnosti dřeva, mechanické poškození stromu, výskyt dutin a prasklin na kmeni, plodnice, kořenové náběhy, uschlé nebo zlomené větve, náklon kmene apod.
- Zvážení rizik stanoviště – přítomnost nadzemního vedení (telefonní, elektrické…), podmáčení půdy, půdní eroze v okolí kořenů, blízké ohrožené objekty, ohrožené dopravní komunikace atd.
- Zvolení vhodných způsobů provedení a technik – způsoby navazování a spouštění odřezaných částí stromu, kontrolovaný shoz přímo na zem bez vázání, navázání kmene lanem pro usměrnění pádu celého stromu nebo jeho ořezané zbylé části, použití těžké techniky (traktor, jeřáb, vysokozdvižná plošina), zajištění kmene svázáním, vytvoření kotevního bodu pro spouštění odřezaných částí na jiném stromu nebo jiném objektu
- Orientační spočítání objemu a hmotnosti spouštěných částí stromu pro odhad nosnosti lanového systému při spouštění
- Zvolení vhodného místa pro zpracovávání kácených a spuštěných kusů stromu - prostor pro umístění těžebního odpadu, prostor pro uložení vybavení, prostor umožňující pohyb spolupracovníků na zemi
- Příprava používaných pomůcek a vybavení
- Domluva o formě komunikace mezi lezcem a ostatními spolupracovníky

## Modelový sled činností
Lezec stoupá po kmeni vzhůru pomocí hrotových stromolezeckých stupaček a kmenové smyčky. Cestou k vrcholu odřezává větve nebo jejich menší kusy. Po odstranění všech větví odřízne vrchol stromu a při sestupu postupně odřezává další části kmene. Větve a části kmene se buď shazují (je-li zde volné místo pro dopad a lze-li určit bezpečný směr pádu), anebo se každá část uváže a poté spouští na laně. V náročnějších případech v závislosti na konkrétních podmínkách se volí jiná technika, ta nesmí ohrožovat lezce, ostatní zúčastněné osoby ani okolní majetek. Lezec musí být po celou dobu pobytu v koruně či na kmeni jištěn dvěma lany. Při práci s motorovou pilou na stromě musí mít lezec kmenovou smyčku s ocelovým jádrem. Tato kmenová smyčka s ocelovým jádrem zvyšuje bezpečnost při případném kontaktu řetězu pily s kmenovou smyčkou.